# Đồi Ngô
Đồi Ngô és un Thị trấn (població a nivell comunal) del districte Lục Nam, província de Bắc Giang, al nord-est del Vietnam.